# Los Alamitos, Kalifornien
Los Alamitos är en stad (city) i Orange County, i delstaten Kalifornien, USA. Enligt United States Census Bureau har staden en folkmängd på 11 620 invånare (2011) och en landarea på 10,5 km².

## Kända personer från Los Alamitos
- Ralph Flanagan, simmare
- Tim Hutten, vattenpolospelare
- Calista Liu, konstsimmare